# Tau (Niederschlag)

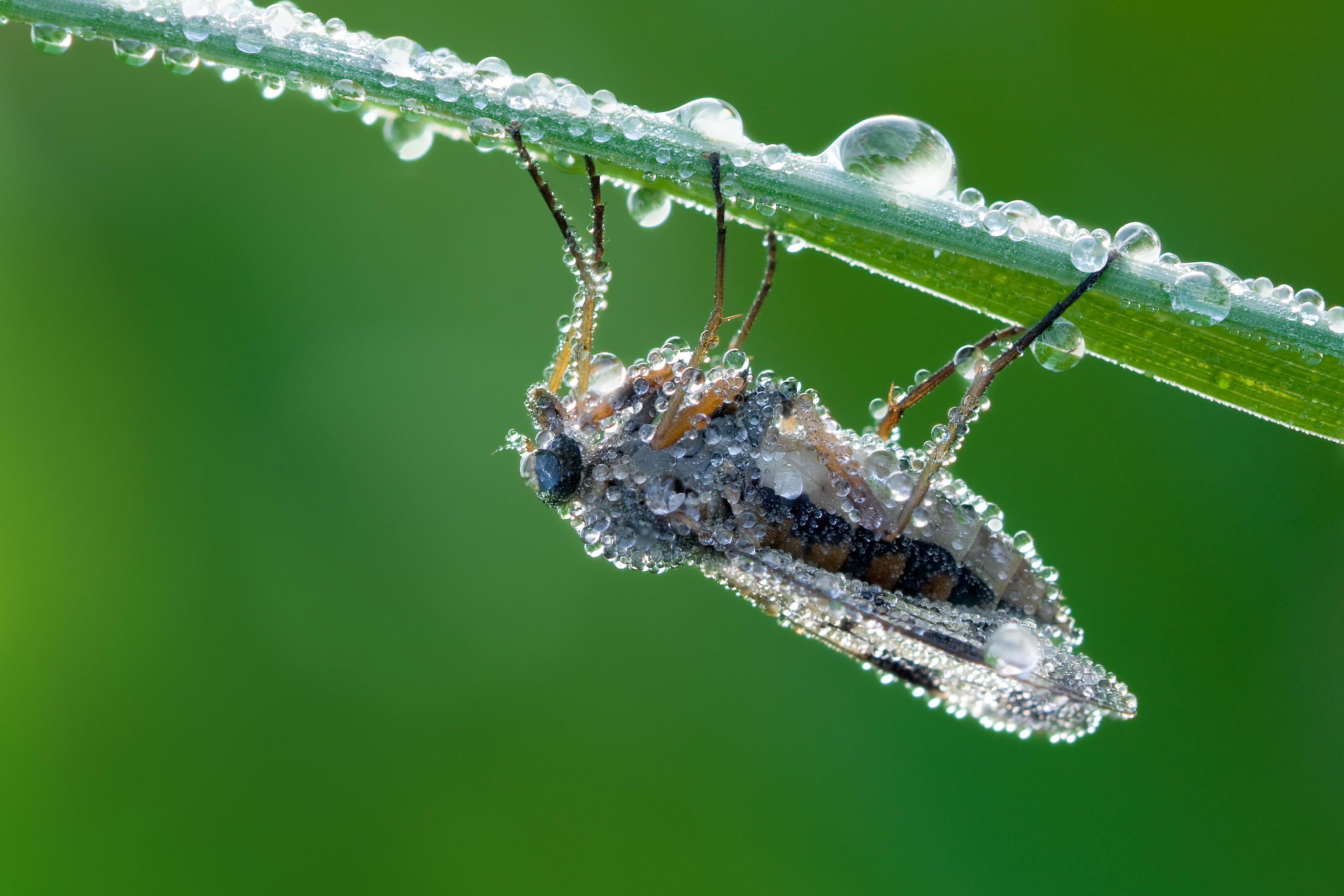
Tau auf einer Schnepfenfliege (Rhagio scolopaceus)

Tau ist ein beschlagender Niederschlag aus flüssigem Wasser. Durch Abkühlung der Luft unter den Taupunkt kondensiert der Wasserdampf der Luft an Kondensationskeimen insbesondere an stark abgekühlten Oberflächen, beispielsweise WDVS-Fassaden, abgestellten Autos, Wasseroberflächen (siehe dazu auch Tauteich), Staubteilchen oder Pflanzen. Dies geschieht besonders am frühen Morgen, da dann die Temperaturen wegen der fortgeschrittenen nächtlichen Wärmeabstrahlung der Erde am tiefsten sind. Oberflächen kühlen durch  Wärmeleitung auf die Temperatur der vorbeistreichenden Luft ab und durch zusätzliche Wärmeabstrahlung unter die Temperatur der umgebenden Luft, erst dadurch kommt es zur Bildung des sogenannten Morgentaus, denn an diesen Oberflächen wird wasserdampfgesättigte Luft weiter bis unter den Taupunkt abgekühlt. Kommt es anschließend zu einem Gefrieren der Tropfen, so spricht man von gefrorenem Tau, bei der schnelleren Resublimation von Wasserdampf zu Eis spricht man von Raureif, der zu Reif oder Raueis (Raufrost) übergehen kann.

## Taubildung
Die maximale Wasserdampfmenge, die die Luft aufnehmen kann, steigt exponentiell mit der Lufttemperatur. Die vom Wasserdampfgehalt abhängige Temperatur, bei der die Luft mit Wasserdampf gesättigt ist, das heißt, dass sich genau so viele Wassermoleküle aus der Umgebungsluft an bestehende Tröpfchen anlagern, wie sich aus dem Tröpfchen herauslösen, nennt man den Taupunkt. Sobald die Temperatur der an der Erdoberfläche zunächst gelegenen Luftschichten unter den Taupunkt sinkt, kondensiert der Wasserdampf der Luft auf den abgekühlten Gegenständen zu kleinen Wasserkügelchen, auch Tauperlen genannt.

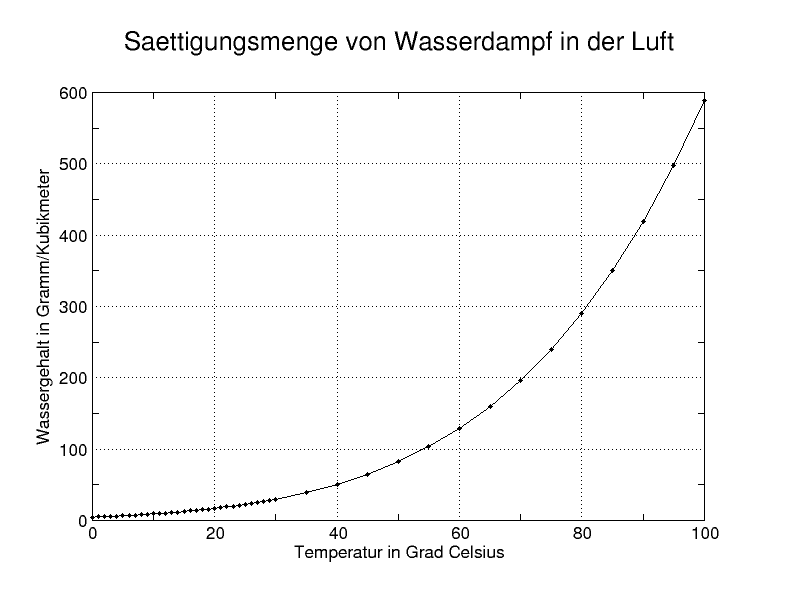
Maximale Wasserdampfkonzentration in Abhängigkeit von der Temperatur – Taupunktkurve

Umgangssprachlich spricht man davon, dass „der Tau fällt“, aber dies ist wie gezeigt nicht richtig. Kondensationsprodukte, die direkt in der Luft, also im Gegensatz zum Tau nicht auf Oberflächen gebildet werden, sind für Dunst, Nebel und in einigem Abstand zur Erdoberfläche auch Wolken verantwortlich. Die Grundprinzipien ihrer Entstehung unterscheiden sich dabei nur unwesentlich.
Die bei der Kondensation freiwerdende latente Kondensationsenergie wirkt einer schnellen Temperaturabnahme entgegen und dämpft den Effekt der Abkühlung daher ab. Dies führt zur Taupunktregel, die besagt, dass die Tiefsttemperatur der Nacht in etwa bis zur am vorherigen Nachmittag gemessenen Taupunkttemperatur sinkt. Diese Regel stellt allerdings nur eine grobe Orientierung dar.
Sinken die Temperaturen nach Bildung des Taus unter den Gefrierpunkt des Wassers, so können die Tauperlen gefrieren. Gefrorener Tau sollte aber nicht mit Reif verwechselt werden, der sich bei derart niedrigen Temperaturen ohne den Umweg über flüssigen Tau bildet. Tau entsteht durch Kondensation, Reif durch Resublimation. Auch mit Nebeltraufe besteht eine Verwechslungsgefahr, sie ist jedoch eng an das Vorhandensein von Nebel geknüpft und tritt vor allem an Nadeln auf.
Insbesondere in der englischsprachigen Fachliteratur wird der Tau gelegentlich noch in dewfall und distillation unterschieden. Letztere ist die (Re-)Kondensation aufsteigenden Wasserdampfs, der zuvor in tieferen (und damit nachts wärmeren) Bodenschichten verdunstet ist, an der Oberfläche bzw. den Pflanzen. Dewfall bezeichnet demgegenüber einen Nettogewinn aus der Atmosphäre.
Meist nicht zum Tau im eigentlichen Sinne gezählt wird die an hygroskopischen Medien (z. B. trockenen Bodenoberflächen) zu beobachtende Adsorption von Wasser aus der Luft bei einem Anstieg der relativen Luftfeuchte. Hierzu muss die Oberfläche nicht die Taupunkttemperatur unterschreiten.
Stets vom Tau zu trennen ist die Guttation, d. h. die Ausscheidung flüssigen Wassers aus dem Pflanzeninnern durch Öffnungen (Hydathoden) in den Blättern einiger Pflanzenarten, z. B. vieler Gräser. Da sie bei hohen Luftfeuchtigkeiten (nahe 100 % in der blattnächsten Luftschicht) auftritt und diese Bedingungen auch durch einen nächtlichen Rückgang der Oberflächentemperatur verursacht sein können, ist Guttation auch anhand der Wetterlage nur schwer von der Taubildung zu unterscheiden und tritt oft gleichzeitig auf.

## Auftreten

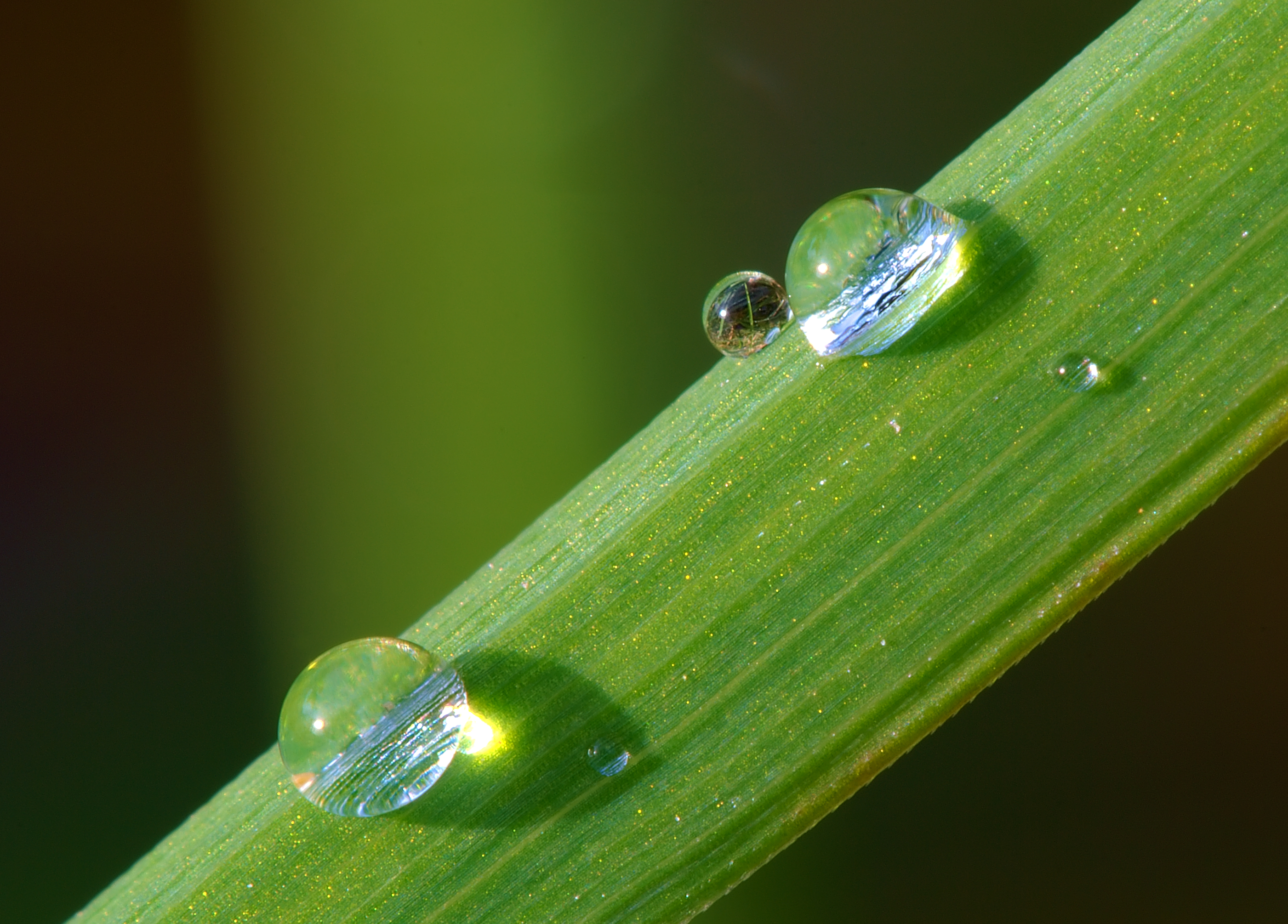
Tautropfen an einem Grashalm aus der Nähe

Eine genügend starke Abkühlung der Erdoberfläche und der unteren Luftschichten setzt immer dann ein, wenn eine starke Ausstrahlung stattfinden kann. Dies ist nach Sonnenuntergang, also nachts, der Fall, wobei die Lufttemperatur am frühen Morgen meist ihr Minimum erreicht. Zu den hierfür nötigen Bedingungen gehören vor allem ein klarer, unbewölkter Himmel, eine möglichst unbewegte Luft und eine Bodenbedeckung, die eine gute Wärmeübertragung ermöglicht.
Dies ist zum Beispiel bei Rasenflächen und Blättern der Fall. Körper mit geringem Strahlungsvermögen sind für Taubildung weniger geeignet. Alles, was die nächtliche Ausstrahlung hindert oder vermindert, hindert oder vermindert auch die Taubildung. Meist wird auch Windarmut als Voraussetzung beschrieben. Eine unbewegte Luft ist deswegen von Vorteil für die Taubildung, weil der Wind ansonsten stets von neuem warme Luft heranführen würde, die bei Kontakt mit dem Erdboden eine Auskühlung bis unter den Taupunkt behindern würde. Dies gilt allerdings streng nur für solche Fälle, in denen bereits kondensierter Wasserdampf aus dem feuchten, wärmeren Boden problemlos ersetzt werden kann, wie es bei mitteleuropäischen Rasenflächen meist der Fall ist. Bei trockenem Untergrund hingegen ist eine gewisse Ventilation zur Aufrechterhaltung des Abwärtstransportes von Wasserdampf in der Atmosphäre notwendig, die ihren Dampfvorrat wiederum der Verdunstung des vorangegangenen Tages oder nahegelegenen Feuchtequellen verdanken kann. Taubildung bei hohen Windgeschwindigkeiten wurde dementsprechend auf ariden Inseln vorgefunden. Generell ist das Auftreten von Tau nicht an bestimmte Klimazonen geknüpft, es kann sich aber in Jahresgang und Bedeutung erheblich unterscheiden.
Die Betrachtungen der atmosphärischen Taubildung aufgrund einer Luftabkühlung sind allgemein gültiger Natur, Tau ist also nicht unbedingt an bestimmte Tageszeiten, Oberflächen oder Umgebungen geknüpft. Die Bezeichnung wird aber dennoch meist nur auf den Fall morgendlicher Tröpfchenbildung auf Wiesen und anderen natürlichen Oberflächen angewandt. Auch wenn es sich also bei dem Beschlagen eines Fensters oder einer Brille um den gleichen Grundprozess handelt, spricht man dann im Regelfall nicht von Tau, sondern von Kondenswasser. Dies gilt insbesondere für industrielle Prozesse und bei Kondensation innerhalb von Gebäuden.

## Messung
Das Messgerät zur Bestimmung der durch den Tau bedingten Niederschlagsmenge bezeichnet man als Drosometer. Es enthält eine an einer feinen Zeigerwaage befindliche, mit feiner, flockiger Wolle bedeckte Platte, die sich in der Nacht mit Tau bedeckt, und deren Gewichtszunahme die Taustärke angibt. Die auf diese Weise erhaltenen Resultate entbehren aber vorläufig noch der notwendigen Genauigkeit.
Darüber hinaus liefern diese vor allem Mitte des 20. Jahrhunderts verbreiteten Messungen auf künstlichen Oberflächen nur Hinweise auf das Potential, das aufgrund des Zustands der Atmosphäre (Temperatur, Feuchtigkeit, Wind und langwellige atmosphärische Gegenstrahlung) für die Taubildung herrscht. Die tatsächliche Taumenge hängt aber auch in erheblichem Maße von Eigenschaften der Oberfläche selbst bzw. ihres Untergrundes wie Wärmeleitfähigkeit und Wärmekapazität, Emissionsgrad und Bodentemperatur ab. Daher nutzen Studien zur tatsächlichen Taumenge an einem bestimmten Untersuchungsort zunehmend kleine wägbare Lysimeter, deren Wägebrücken allerdings hohen Genauigkeitsanforderungen genügen müssen. In diese wird dann ein möglichst repräsentativer Ausschnitt der umgebenden Oberfläche (nackter Boden, Rasen oder kleinere Pflanzen) eingesetzt.
Weitere Messmethoden sind die Beurteilung des Tropfenbildes durch Vergleich mit vorgegebenen Photographien oder die volumetrische oder gravimetrische Bestimmung der Wassermenge, die sich durch Abtupfen der interessierenden Oberfläche gewinnen lässt.
Zu beachten ist, dass je nach angewandter Methode unterschiedliche Teilgrößen des Taus oder auch ganz andere Phänomene gemessen werden. Abtupfen z. B. misst die Guttation mit. Lysimeter liefern den integrierten Wassergehalt über die Tiefe der eingesetzten Bodensäule, so dass bei ausreichender Größe nur der Nettogewinn aus der Atmosphäre gemessen wird (dewfall), nicht jedoch Tauwasser, das aus dem kleinsten Wasserkreislauf zwischen Boden und Oberfläche stammt (distillation).

## Deutung – Bedeutung

### Statistische Daten
Der Anteil des Taus am Gesamtniederschlag ist in Mitteleuropa mit typischen Mengen von 0,1 bis 0,2 mm pro Nacht und damit etwa 2 bis 5 % gering. Ausnahmen bilden dabei Mengen von 0,5 mm, eher von theoretischer Natur sind Höchstwerte von etwa 0,8 mm. Mengenmäßig besonders bedeutend ist die Taubildung in den tropischen Klimaten, wo die Luft viel Wasserdampf enthält und durch die Wärmestrahlung recht schnell eine starke Abkühlung erfährt.

### Wirkung auf die Vegetation

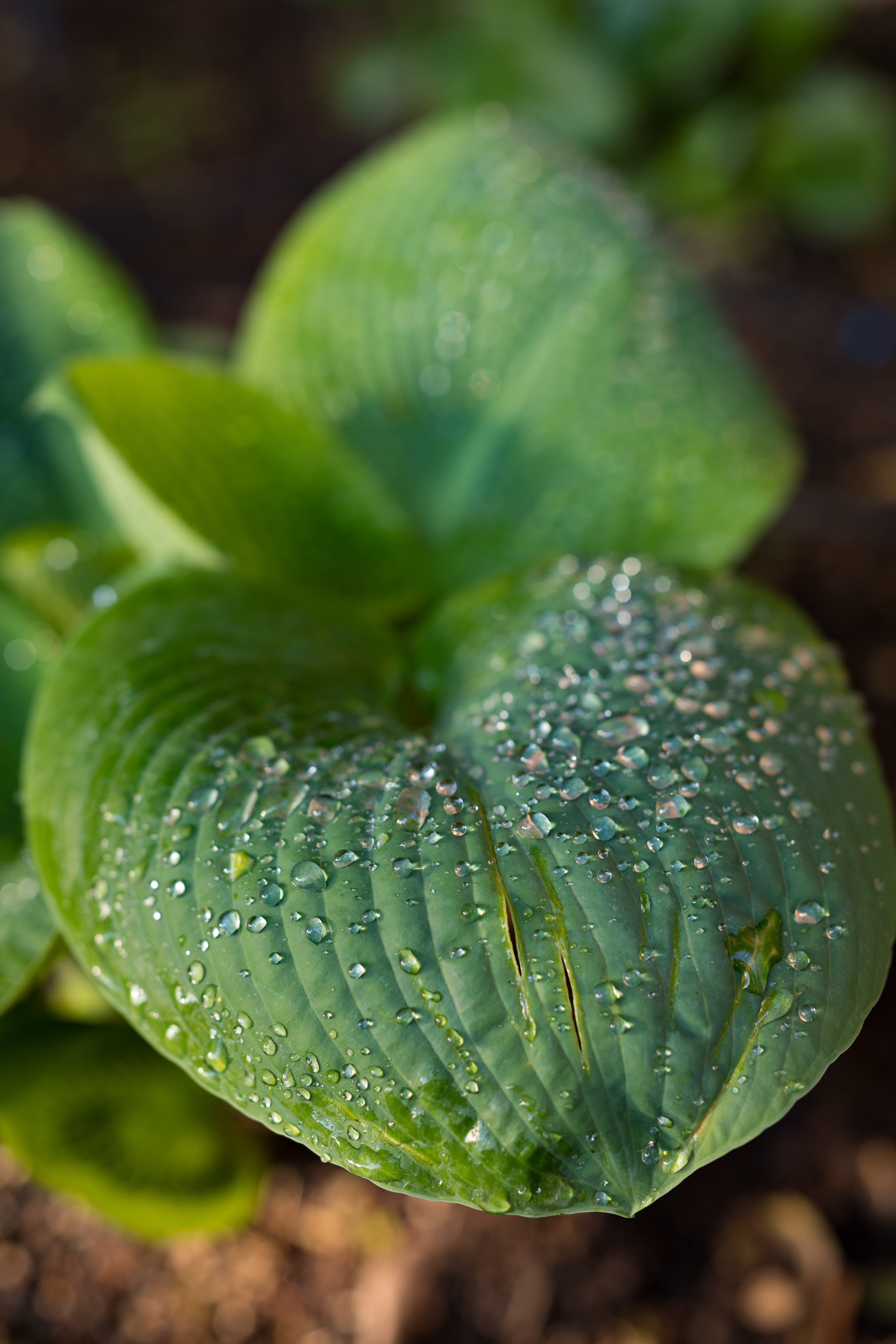
Tautropfen auf einer Herzblattlilie (Hosta)

Seine besondere Bedeutung erhält der Tau jedoch dadurch, dass er sich bevorzugt an der Vegetationsoberfläche bildet und deren Wasserversorgung dadurch trotz der eher geringen Absolutmengen verbessern kann. Dies konnte zumindest für verschiedene Wüstenpflanzen, darunter Flechten, und Kiefernsämlinge nachgewiesen werden. Inwieweit großmaßstäbliche Bewässerungseffekte z. B. in Nebelwüsten wie der Namib oder Atacama durch Tau alleine möglich sind, ist allerdings umstritten, da hier meist der Nebelniederschlag die wesentlich größere Rolle spielt.

### Gewinnung von Tauwasser
Verschiedene von Menschen geschaffene mutmaßliche Vorrichtungen zur Gewinnung von Tauwasser wie antike Steinhügel in der Ukraine, die mittelalterlichen Tauteiche Südenglands und Norddeutschlands oder die Mulchung von Feldern mit vulkanischen Gesteinspartikeln auf Lanzarote werden nach näheren Untersuchungen heute zumeist anders gedeutet (z. B. als effektive Fallen für Nebelniederschlag oder Regen).
Eine Organisation mit dem Namen Esme arbeitet an der Entwicklung wirtschaftlich einsetzbarer Tausammler. So wurde eine Folie entwickelt, welche dank spezieller Oberflächeneigenschaften besonders viel Tau sammelt. Eine prototypische Anlage wurde in einer sehr trockenen Region in Indien mit 360 m² dieser Folie errichtet. Pro Nacht werden damit 50 Liter Wasser gewonnen. Diese Tausammler könnten sich für solche Gebiete eignen, in denen Nebel oder Regen nicht in ausreichendem Maße vorhanden ist.

### Landwirtschaft

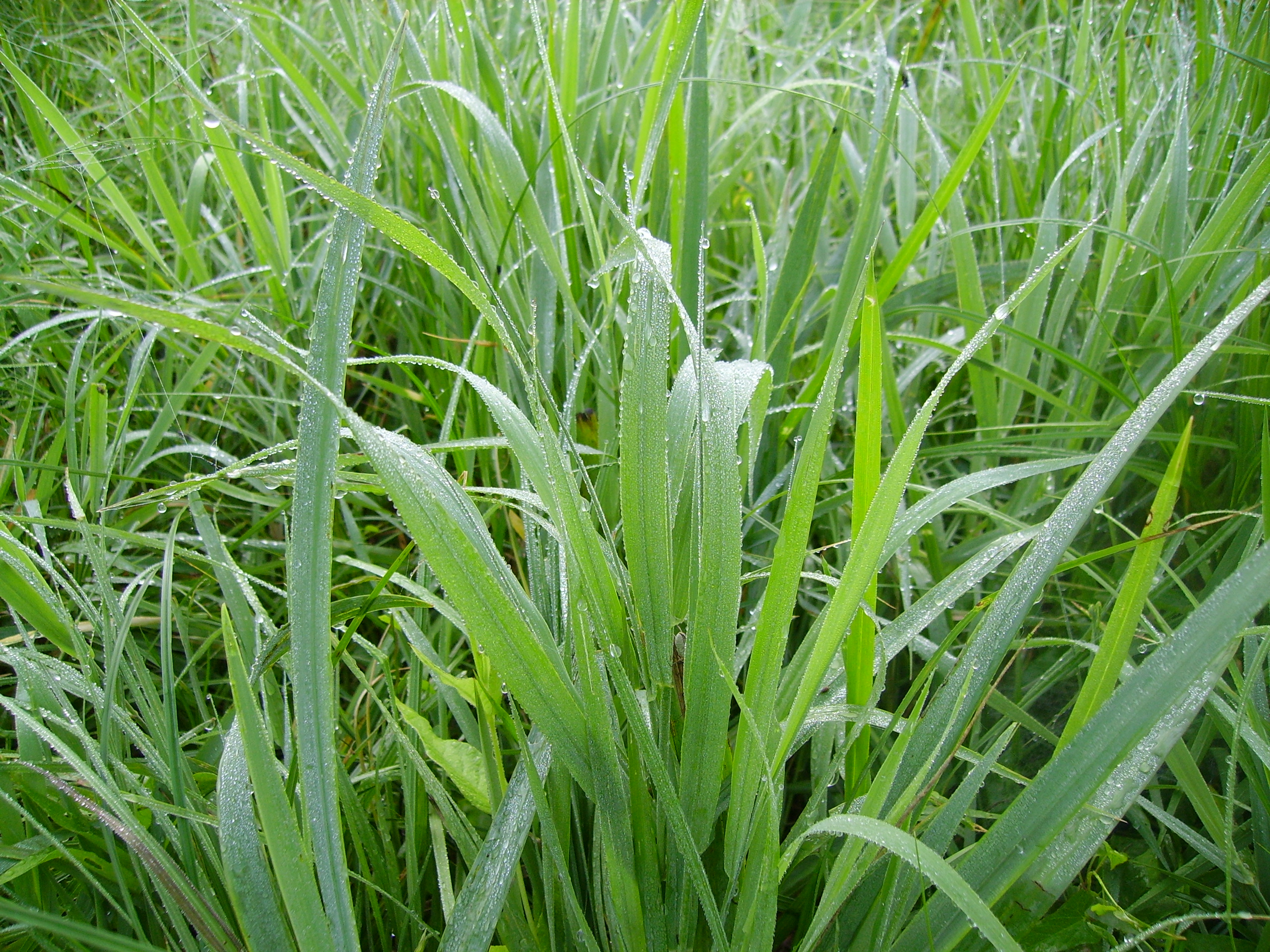
Tau auf dem Gras

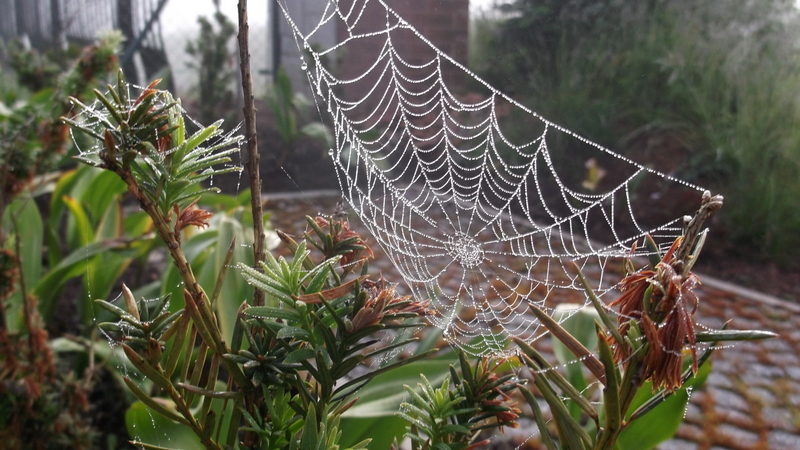
Morgentau auf einem Spinnennetz

Von seiner hydrologischen Bedeutung abgesehen ist Tau für Pflanzen und dabei insbesondere auch die Landwirtschaft noch von einer anderen Seite bedeutsam, nämlich in Bezug auf Pflanzenkrankheiten. Hier zeigt sich, dass Pilzsporen oft nur dann gedeihen können, wenn die Pflanzenoberfläche feuchtigkeitsbenetzt ist. Ein Beispiel ist Phytophthora infestans, ein Pilz, der für die Kraut- und Knollenfäule bei Kartoffeln verantwortlich ist und weltweit hohe Schäden verursacht.

### Mythologie
In der griechischen Mythologie besitzt der Tau mit Ersa eine eigene Göttin.

### Manna
Die Ärzte des arabischen und lateinischen Mittelalters verstanden unter der »manna« einen Tau (»ros«) der auf Steine und Bäume fällt, süß ist und wie Honig zusammenrinnt. Die »manna« sollte die Natur dessen annehmen, worauf sie fällt. Sie sollte den Bauch erweichen, akute Fieber löschen, der Brust und den Lungen sowie den cholerischen und heißen Naturen nützlich sein. Auch Ladanum, das Harz von einigen Zistrosen-Arten, wurde als „Tau“ bezeichnet.
 Quellen des arabischen Mittelalters zur »Manna« (Auswahl) 
Avicenna 10.–11. Jh. --- Konstantin der Afrikaner 11. Jh.
Circa instans 12. Jh. --- Pseudo-Serapion 13. Jh.
Abu Muhammad ibn al-Baitar 13. Jh.
 Quellen des lateinischen Mittelalters zur »Manna« (Auswahl) 
Konrad von Megenberg 14. Jh.
Herbarius Moguntinus Mainz 1484 --- Gart der Gesundheit 1485 --- Hortus sanitatis 1491

### Maientau

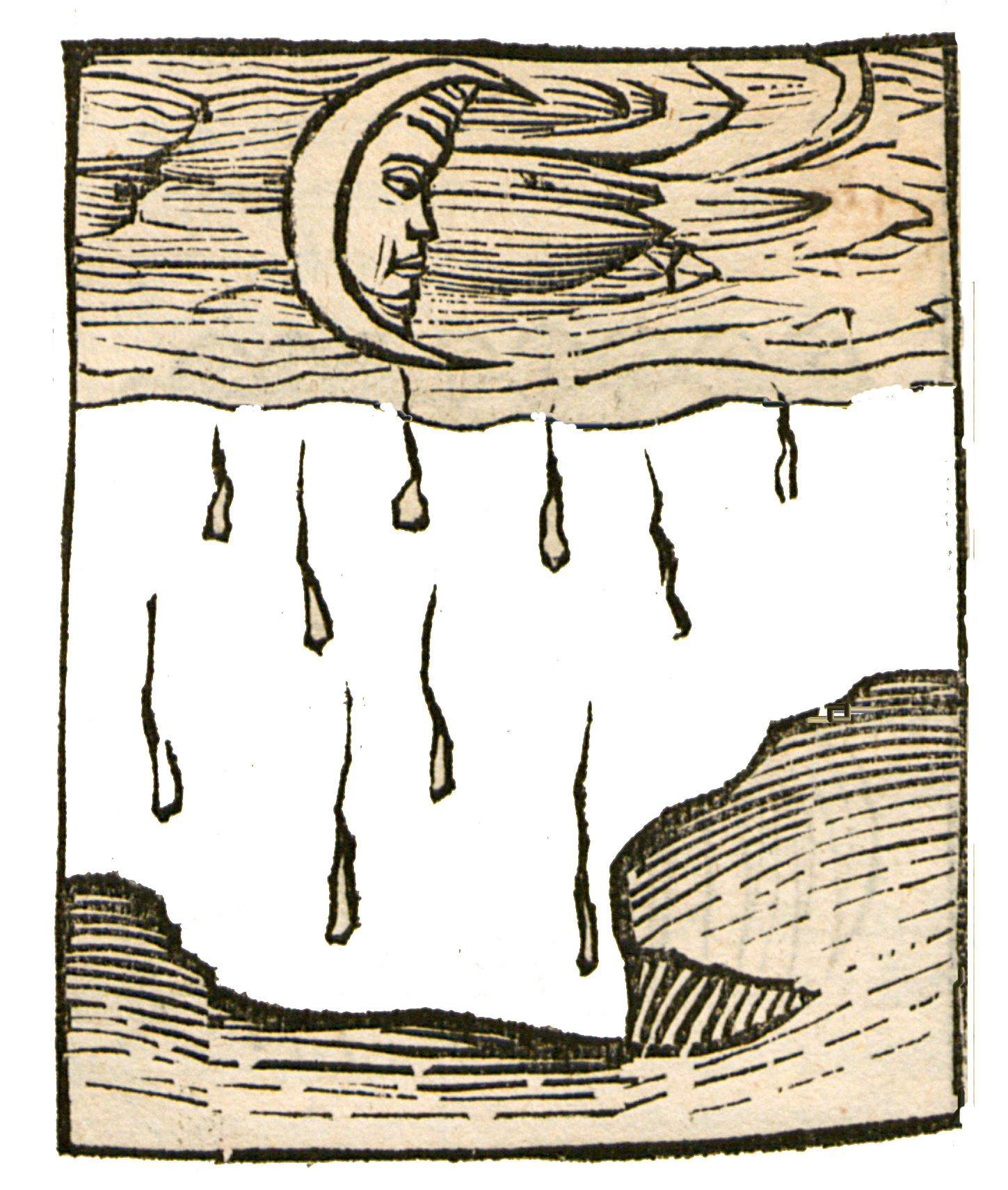
Maientau. Hieronymus Brunschwig. Kleines Destillierbuch. 1500

Hieronymus Brunschwig schrieb im Jahre 1500 in seinem Kleinen Destillierbuch vom »meigen dow«. Damit meinte er den Tau, der Mitte Mai, bei zunehmendem Mond an einem hellen, klaren und lichten Morgen, ehe die Sonne ganz aufging und es am Vortag und in der Nacht nicht geregnet hatte, mit weißen Leintüchern von Wiesen gestreift wurde, die voller edler Blumen standen und weit von feuchten Enden möglichst nahe an Bergen gelegen waren. Die Tücher wurden ausgedrückt und das erhaltene Wasser mit einem Alembik im Marienbad destilliert. Dieses Wasser empfahl Brunschwig gegen Hautunreinigkeiten. Darüber hinaus diente es als Lösungsmittel, um aus getrockneten Pflanzen Destillate herzustellen.
Eine südwestdeutsche Handschrift des 15. Jahrhunderts empfahl, dieses Wasser in der Nacht der Sommersonnenwende zu sammeln:
„Für allen wetagen yn leib iſt das gar gut zu. Item an ſand iohans tag ſübenten gee auß an der nacht vnd vahe den tawe yn ſchöne tücher vnd wint dye auß yn ein kandel vnd ſeihs denn ſchön vnd nym des ye des morgens ein löffel voll. Wenn ein fraw ſwanger iſt ſo iß ir nütz. Auch nütz für ale gift.“
Den Alchimisten diente der Maientau zur Herstellung der Materia prima. Sie betrachteten ihn als „mit astralem Samen geschwängertes Wasser“.